# Rattus ranjiniae
Rattus ranjiniae là một loài động vật có vú trong họ Chuột, bộ Gặm nhấm. Loài này được Agrawal & Ghosal mô tả năm 1969.